# Carl Amann
Carl (auch Karl) Amann (* 4. Dezember 1908 in Ulm; † 5. Februar 1971 in Karl-Marx-Stadt) war ein deutscher Grafiker, vor allem Gebrauchsgrafiker, und Maler.

## Leben und Werk
Amann absolvierte in Ulm eine Ausbildung zum Steindrucker und studierte bei Friedrich Hermann Ernst Schneidler an der Württembergischen Staatlichen Kunstgewerbeschule in Stuttgart. Danach arbeitete er als Gebrauchs- und Reklamegrafiker bei den Städtischen Kunstwerkstätten in Ulm.
Die führende Monatsschrift Gebrauchsgrafik nannte ihn 1933 mit einer „Gruppe jüngerer württembergischer Graphiker, deren handwerkliche Disziplin und gute ästhetische Formgebung besonders auffallen.“
Bei Karl Caspar an der Akademie der Bildenden Künste München machte Amann dann ein weiteres Studium. Reisen führten ihn nach Italien und in die Schweiz.
In der Zeit des Nationalsozialismus war Amann obligatorisch Mitglied der Reichskammer der bildenden Künste. Für diese Zeit ist jedoch seine Teilnahme nur an einer Ausstellung sicher belegt. 1941 ist Amann das erste Mal im Adressbuch von Chemnitz als Gebrauchsgrafiker mit der Adresse Heinrich-Beck-Straße 3 genannt. Das Gebäude wurde 1945 durch Bomben zerstört.
Nach der Teilnahme am Zweiten Weltkrieg und der Kriegsgefangenschaft macht Amann sich 1946 in Chemnitz selbständig. Er arbeitete dort vorwiegend als Gebrauchsgrafiker, u. a. als Messegrafiker für Betriebe. Daneben schuf er auch freie malerische und zeichnerische Arbeiten.
Amann war Mitglied des Verbands Bildender Künstler der DDR.

## Werke als Maler (Auswahl)
- Figurenkomposition Herbst (vor 1946, Tempera)

- Waldarbeiter (vor 1948, Mischtechnik, 52 × 57 cm)[2]
- Arbeitsgemeinschaft im Atelier (Öl; 1952 auf der Mittelsächsischen Kunstausstellung)
- In einem volkseigenen Werk der Mineralölindustrie (1958, Öl, 70 × 100 cm; auf der Vierten Deutschen Kunstausstellung)[3]

## Ausstellungen (mutmaßlich unvollständig)
- 1943: Dresden, Brühlsche Terrasse („Kunstausstellung Gau Sachsen“)

- 1946: Chemnitz, Kaufstätte Merkur („Chemnitzer Künstler stellen aus“)[4]

- 1946, 1947 und 1948: Freiberg, Stadt- und Bergbaumuseum (1. bis 3. Ausstellung Erzgebirgischer Künstler)[5]
- 1948: Chemnitz, Schlossberg-Museum, und Glauchau, Stadt- und Heimatmuseum Glauchau („Mittelsächsische Kunstausstellung“)[6], und bis 1957 weitere „Mittelsächsische Kunstausstellungen“
- 1949 und 1958/1959: Dresden, 2. und Vierte Deutsche Kunstausstellung
- 1961: Magdeburg, Kulturhistorisches Museum (Kunstausstellung der 3. Arbeiterfestspiele)